# Strada statale 25 del Moncenisio
La strada statale 25 del Moncenisio (SS 25) è una strada statale italiana che percorre la Val di Susa fino al valico internazionale con la Francia del Colle del Moncenisio, una delle prime carrozzabili a valicare le Alpi, voluta da Napoleone Bonaparte.

## Storia

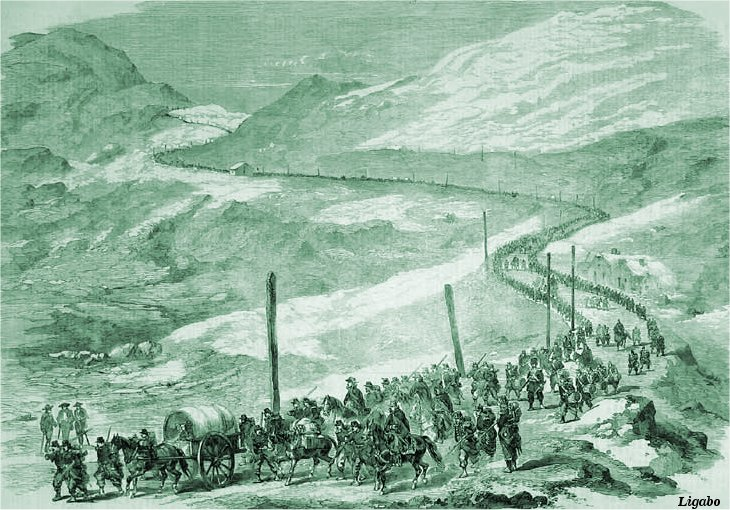
La 2ª divisione del generale Joseph Vinoy, appartenente al IV Corpo dell'armata francese, raggiunge il Piemonte attraverso il valico del Moncenisio, il 5 maggio 1859

La strada statale valica lo stesso Colle che dal basso Medioevo in poi divenne l'itinerario prediletto per pellegrini e mercanti tra Italia e Francia, divenendo un tratto della Via Francigena e punto nodale del potere dei Savoia, che tramite la signoria di passo riuscirono a consolidare il loro dominio su Savoia e Piemonte.
Napoleone Bonaparte impose di modernizzare la mulattiera detta Strada Reale che fino a fine '700 percorreva il valico passando per i paesi di Novalesa, Ferrera e Lanslebourg e che aveva il difetto di non essere carrozzabile.
La soluzione scelta fu radicale e all-avanguardia, con la costruzione di una nuova e larga strada con pendenze massime molto più contenute e l'abbandono dell'antico tracciato, che pertanto si conserva ed è percorribile a piedi ancora oggi nei boschi di Novalesa e Ferrera. Con ingenti spese vennero effettuati lavori imponenti (taglio della roccia, gallerie, terrazzamenti) soprattutto sugli impervi versanti del lato piemontese, oltrepassando burroni, torrenti e versanti soggetti a valanghe, con difficoltà tecniche non lievi per ottenere una pendenza stradale carrozzabile in alta quota. Per il nuovo tracciato si scelse di percorrere a mezza costa la scoscesa montagna sovrastante Venaus e Giaglione, più solatìa nei mesi invernali. Venne abbandonato definitivamente il passaggio attraverso Novalesa, che aveva costruito la propria fortuna come posto tappa dell'itinerario internazionale prima con l'Abbazia e poi con gli alberghi e le locande del borgo. Tale evento nel primo '800 ha determinato la cristallizzazione della forma urbana del borgo che, insieme a Ferrera, ha quindi mantenuto uno scenografico aspetto antico. Nel tratto di bassa valle, una volta attraversata Susa il tracciato venne scelto il più possibile lontano dalle grandi conoidi alluvionali dei versanti vallivi, con lunghi rettifili in rilevato e un unico superamento del fiume Dora Riparia a Borgone Susa.

## Elementi caratteristici

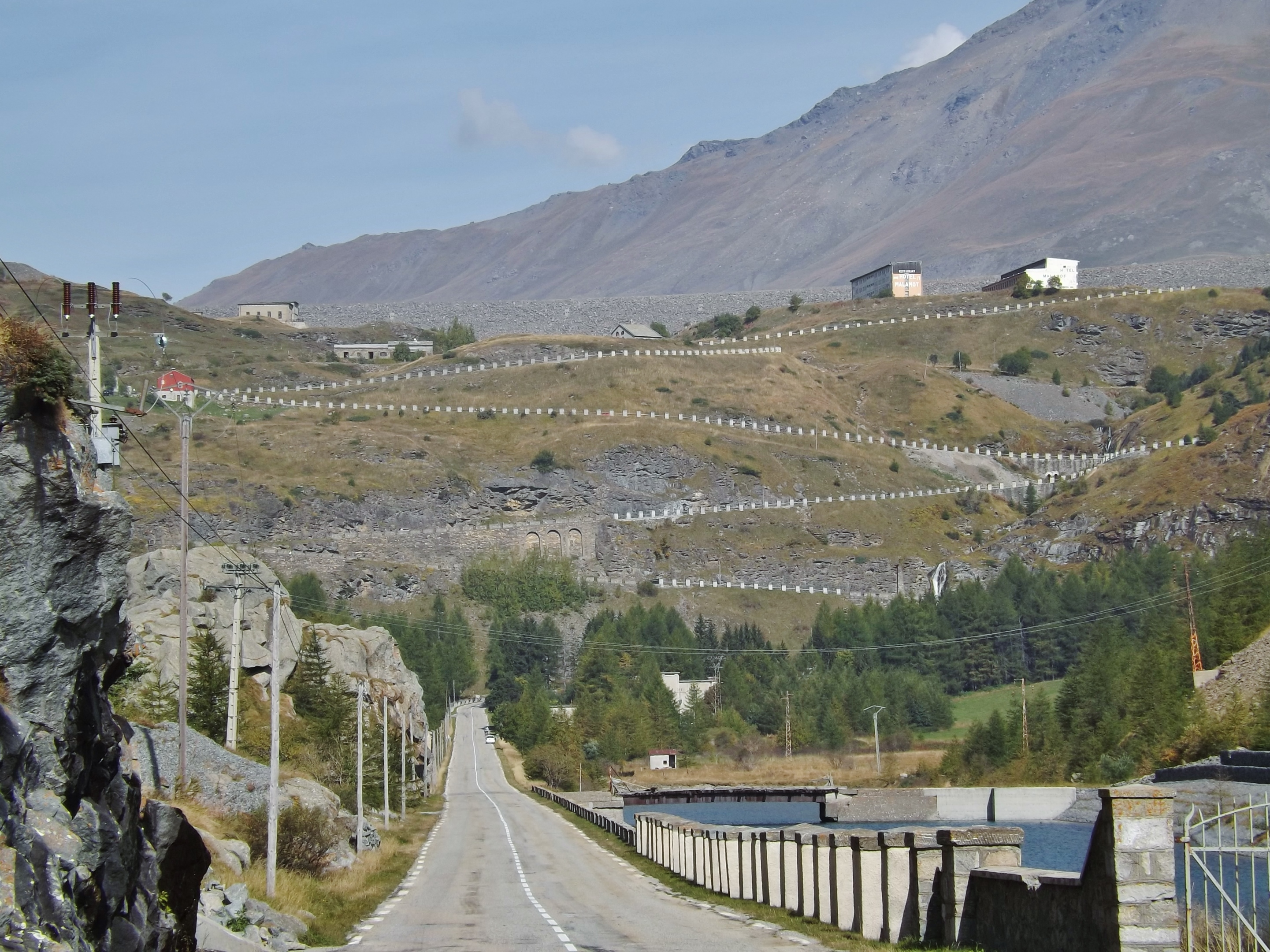
Il rettifilo della Piana di S. Nicolao, con sullo sfondo la Gran Scala. Ingrandendo la foto si possono notare i tipici guard rail e le case cantoniere sulla cima

Elementi caratteristici rimangono le oltre trenta case cantoniere, identificate come regia casa di ricovero e relativo numero romano in caratteri scolpiti nella pietra: coeve all'edificazione della strada, poste a distanza piuttosto ravvicinata tra loro, utili per il ricovero dei viaggiatori in caso di intemperie. L'edificio più importante con questa funzione era l'Ospizio del Moncenisio, in realtà un grande complesso di palazzi servizio, a uso civile e militare, costruito sulla sommità della Piana del Moncenisio, esistente da secoli e rinnovato in epoca napoleonica.

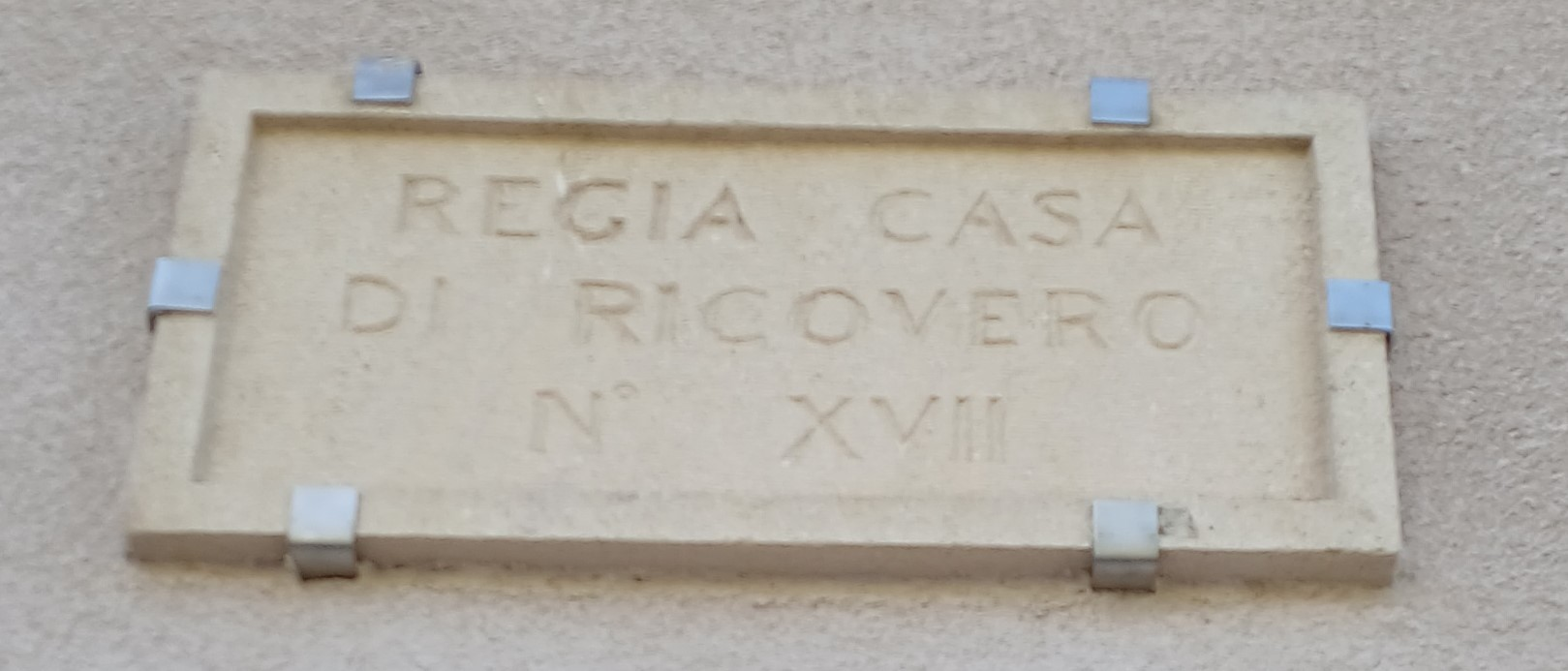
Targa posta sulla regia casa di ricovero al colle del Moncenisio

Interessanti i tipici guard-rail antichi, con parapetti a trave in legno sorretti da massicce colonne quadre intonacate, le quali servivano anche da sostegno ai pali lignei indicatori della sede stradale, indispensabili durante le forti nevicate, qui molto frequenti. Nel tratto francese della Statale sono stati mantenuti e restaurati sul suggestivo tratto di stretti tornanti in successione detto Gran Scala.
Tra Susa e Lanslebourg uno sguardo attento può osservare che tutta la strada è affiancata da quanto rimane (gallerie, curve in trincea, ponticelli) del tracciato dell'antica Ferrovia del Moncenisio (a sistema Fell). Fu in esercizio tra il 1868 e il 1871 tra Susa e Saint-Michel-de-Maurienne e venne edificata sfruttando la sede stradale napoleonica, ampliandola ove necessario e percorrendo col treno un tracciato pensato inizialmente per le carrozze trainate da cavalli, con una quota di valico quasi impensabile per una ferrovia di quest'epoca.

## Percorso

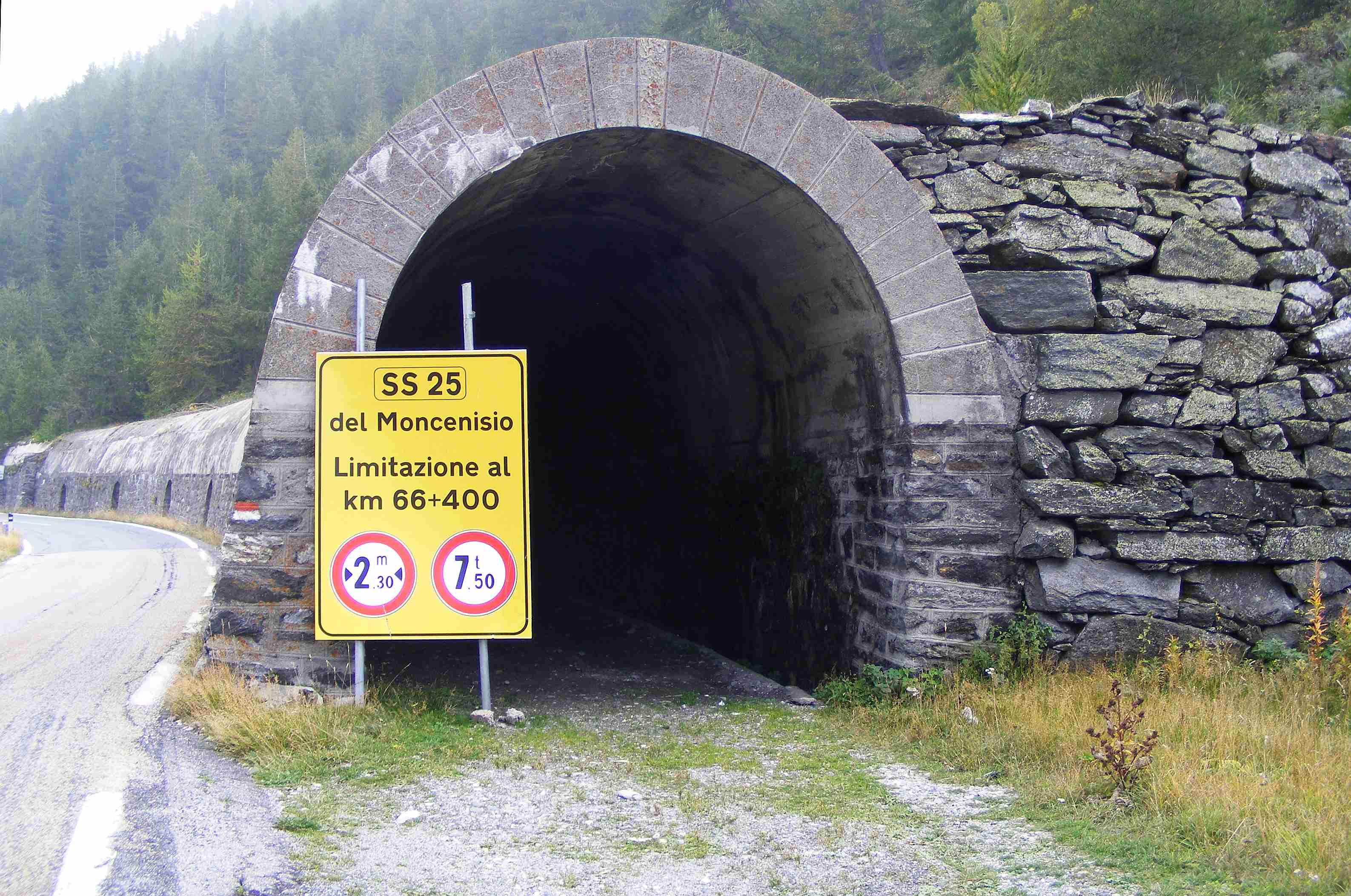
Una delle residue gallerie della ferrovia del Moncenisio

Ha inizio a Torino e tocca le località di Avigliana, Sant'Ambrogio di Torino e Chiusa di San Michele, dove inizia la vera e propria Val di Susa. Prosegue lungo il versante sud della valle, toccando i comuni di Vaie, Sant'Antonino di Susa, Villar Focchiardo, dove ci si può immettere sulla strada statale 24 del Monginevro in direzione Susa, interseca l'autostrada A32 e, superata per un'unica volta la Dora Riparia sul ponte ottocentesco, giunge a Borgone Susa sul versante nord della Val di Susa (da dove ci si può anche immettere sulla SS 24 in direzione Torino), quindi prosegue lungo lo stesso versante per Chianocco, Bussoleno e arriva a Susa.
Sorpassata la nota località di antiche origini romane, la strada comincia a salire giungendo nei pressi di Giaglione e si avvia sugli ultimi chilometri prima della Francia. Passando quindi nella frazione di Venaus, Bar Cenisio, si arriva al Confine di Stato a Moncenisio, dove la strada entra in Francia. In territorio francese si trova attualmente la grande diga che forma il lago del Moncenisio ed il colle del Moncenisio, che dal 1861 e fino al 1947 erano interamente in territorio italiano. La costruzione della diga ha determinato l'abbandono del tracciato originario sul fondo della cosiddetta Piana conduceva al Colle del Moncenisio e la costruzione di una ampia variante sul versante Nord.

## Tratto in comune con la SS 24
Le due statali percorrono i versanti opposti della Valle incrociandosi sul ponte che attraversa la Dora Riparia a Borgone Susa. Il tratto tra Borgone e Villar Focchiardo, cioè tra l'immissione in direzione Susa e quella in direzione Torino della Strada statale 24 del Monginevro, è di fatto in comune con la SS25. Formalmente, tuttavia, viene considerato soltanto appartenente alla statale 25, e non all'altra. Il tratto utilizza infatti il vecchio ponte napoleonico costruito nei primi anni dell'Ottocento per la strada statale che assumerà poi il nome di 25 e rimasto intatto nonostante i tentativi di bombardamento nella seconda guerra mondiale.

## Competenza ANAS
Benché si faccia solitamente riferimento al fatto che l'intera estensione della strada sia gestita dall'ente nazionale, è notevole osservare che i primi 15 km del tracciato, che ha origine in centro a Torino, siano tutti urbani e appartenenti a comuni con più di 10 000 abitanti (Torino, Collegno, Rivoli), per cui di fatto non gestiti dall'ente stesso come da protocollo. La prima pietra miliare che si incontra è quella che segna il km 10, a Collegno nei pressi dell'ufficio postale "Leumann" di Corso Francia, ma ancora i cinque chilometri successivi fanno parte del tessuto urbano della cintura torinese. L'effettiva gestione ANAS inizia poco prima della progressiva chilometrica 15 (ove è anche presente la prima casa cantoniera della tratta), quando la strada lascia definitivamente l'hinterland torinese per incominciare la lunga e lieve risalita lungo la Val di Susa. Presso l'ingresso del museo del Moncenisio alla Piramide al Plain de Fontanette, territorio divenuto francese nel 1947, sono conservate le antiche pietre miliari asportate dalle loro sedi originarie in cima al Colle.